# Beach Weather
Beach Weather è un gruppo musicale statunitense formatosi nel 2015. È attualmente costituito dai musicisti Nick Santino, Reeve Powers e Sean Silverman.

## Storia del gruppo
La formazione si è fatto conoscere col successo internazionale Sex, Drugs, Etc. (2022), entrato in svariate classifiche nazionali come la Official Singles Chart e la Irish Singles Chart, e certificato multiplatino dalla Music Canada, Związek Producentów Audio-Video e Recording Industry Association of America. Si tratta del singolo d'apertura del primo album in studio Pineapple Sunrise, messo in commercio nel marzo 2023 e certificato oro dalla ZPAV per le 10 000 unità equivalenti. I Beach Weather sono finiti in lizza per l'iHeartRadio Music Award al miglior nuovo artista rock/alternativo del 2023.
Nell'ottobre 2024 è stato presentato il secondo LP, intitolato Melt e promosso da un tour musicale.

## Formazione
Attuale
- Nick Santino – voce, chitarra ritmica (2015-2017, 2022-presente)
- Reeve Powers – cori, basso (2015-2017, 2022-presente)
- Sean Silverman – chitarra solista (2022-presente)

Turnisti
- Alex Silverman – tastiere (2022-presente)
- Jeremy Wolda – batteria (2022-presente)

Ex componenti
- Austin Scates – batteria (2015-2017)
- Ian Holubiak – chitarra solista (2015)

## Discografia

### Album in studio
- 2023 – Pineapple Sunrise
- 2024 – Melt

### EP
- 2016 – What a Drag
- 2016 – Chit Chat
- 2017 – Basement Sessions
- 2023 – Pineapple Sunset

### Singoli
- 2022 – Unlovable
- 2022 – Trouble with This Bed
- 2022 – Sex, Drugs, Etc.
- 2023 – Homebody
- 2023 – Hard Feelings
- 2023 – Unlovable (solo o feat. Pale Waves)
- 2023 – Thoughts I Have While Lying in Bed (con The Maine)
- 2024 – High in Low Places
- 2024 – Hottest Summer on Record
- 2024 – Hardcore Romance (solo o feat. Ari Abdul)
- 2024 – Deadest Blues (feat. Bel)
- 2024 – Seth Cohen